# DJ Mustard
Dijon McFarlane (født 1990) er en amerikansk musiker.

## Diskografi

### Studio albums
- "10 Summers" (2014)

### Mixtapes
- 4 Hunnid Degreez med YG (2012)
- Ketchup (2013)

### Produceret singler
- "Rack City" af Tyga (2011)
- "Bitches Aint Shit" af YG, Tyga og Nipsey Hussle (2012)
- "T.O." af Problem og Skeme (2012)
- "Grindmode" af YG, 2 Chainz og Nipsey Hussle (2012)
- "We In da Club" af Bow Wow (2012)
- "I'm Different" af 2 Chainz (2012)
- "R.I.P." af Young Jeezy og 2 Chainz (2012)
- "You Broke" af YG og Nipsey Hussle (2013)
- "HeadBand" af B.o.B og 2 Chainz (2013)
- "Helluva Night" af Ludacris(2013)
- "Throw It Up af Tyga (2013)
- "My Nigga" af YG, Jeezy og Rich Homie Quan (2013)
- "Paranoid" af Ty Dolla Sign og B.o.B (2013)
- "Show Me" af Kid Ink og Chris Brown (2013)
- "Up Down (Do This All Day)" af T-Pain og B.o.B (2013)
- "This D" af TeeFlii (2013)
- "Strong" af Young Dro (2013)
- "How to Be the Man" af Riff Raff (2013)
- "Feelin' Myself" af Will.i.am, French Montana, Miley Cyrus og Wiz Khalifa (2013)
- "Left, Right" af YG (2013)
- "Na Na" af Trey Songz (2013)
- "2 On" af Tinashe og Schoolboy Q (2014)
- "Or Nah" af Ty Dolla Sign og Wiz Khalifa (2014)
- "Who Do You Love?" af YG og Drake (2014)
- "Main Chick" af Kid Ink og Chris Brown (2014)
- "24 Hours" af TeeFlii og 2 Chainz (2014)
- "Don't Tell 'Em" af Jeremih og YG (2014)
- "No Mediocre" af T.I. og Iggy Azalea (2014)
- "She" af Keyshia Cole
- "You and Your Friends" af Wiz Khalifa, Snoop Dogg og Ty Dolla Sign (2014)
- "Don't Panic" af French Montana (2014)
- "I Don't Fuck with You" af Big Sean og E-40 (2014)
- "L.A. Love (La La)" af Fergie (2014)
- "Post To Be" af Omarion, Chris Brown og Jhene Aiko (2014)